# شاهنامه رشیدا
شاهنامهٔ رشیدا، به قطع رحلی، شامل ۷۳۸ صفحه، با ۹۳ نگارهٔ آبرنگ در سبک اصفهان، منسوب به محمد یوسف نگارگر، (شاگرد و پیرو سبک رضا عباسی)، در قرن یازده قمری کتابت شده و امروزه در موزه کاخ گلستان به شمارهٔ ۲۲۳۹ نگهداری می‌شود. از آنجا که کتابت این شاهنامه به عبدالرشید دیلمی منسوب است، به شاهنامهٔ رشیدا شهره‌است.
نگارگران شاهنامه رشیدا همان هنرمندانی هستند که شاهنامه قرچقای خان را به تصویر کشیده‌اند و نگاره‌های این شاهنامه، شباهت‌های بسیاری با شاهنامهٔ قرچغای خان یا شاهنامهٔ وینزور داراست، از اینرو پدیدآورندگان آنها را یکسان می‌انگارند.